# RR-347
A  RR-347 é uma rodovia brasileira do estado de Roraima. Essa estrada intercepta a BR-174.
Está localizada na região Centro-sul do estado, atendendo ao município de Caracaraí, numa extensão de 10 quilômetros, já totalizando toda a extensão projetada para a rodovia. 